# Mycoacia rubiginosa
Mycoacia rubiginosa är en svampart som beskrevs av Hjortstam & Ryvarden 2004. Mycoacia rubiginosa ingår i släktet Mycoacia och familjen Meruliaceae.   Inga underarter finns listade i Catalogue of Life.